# Phyllomys

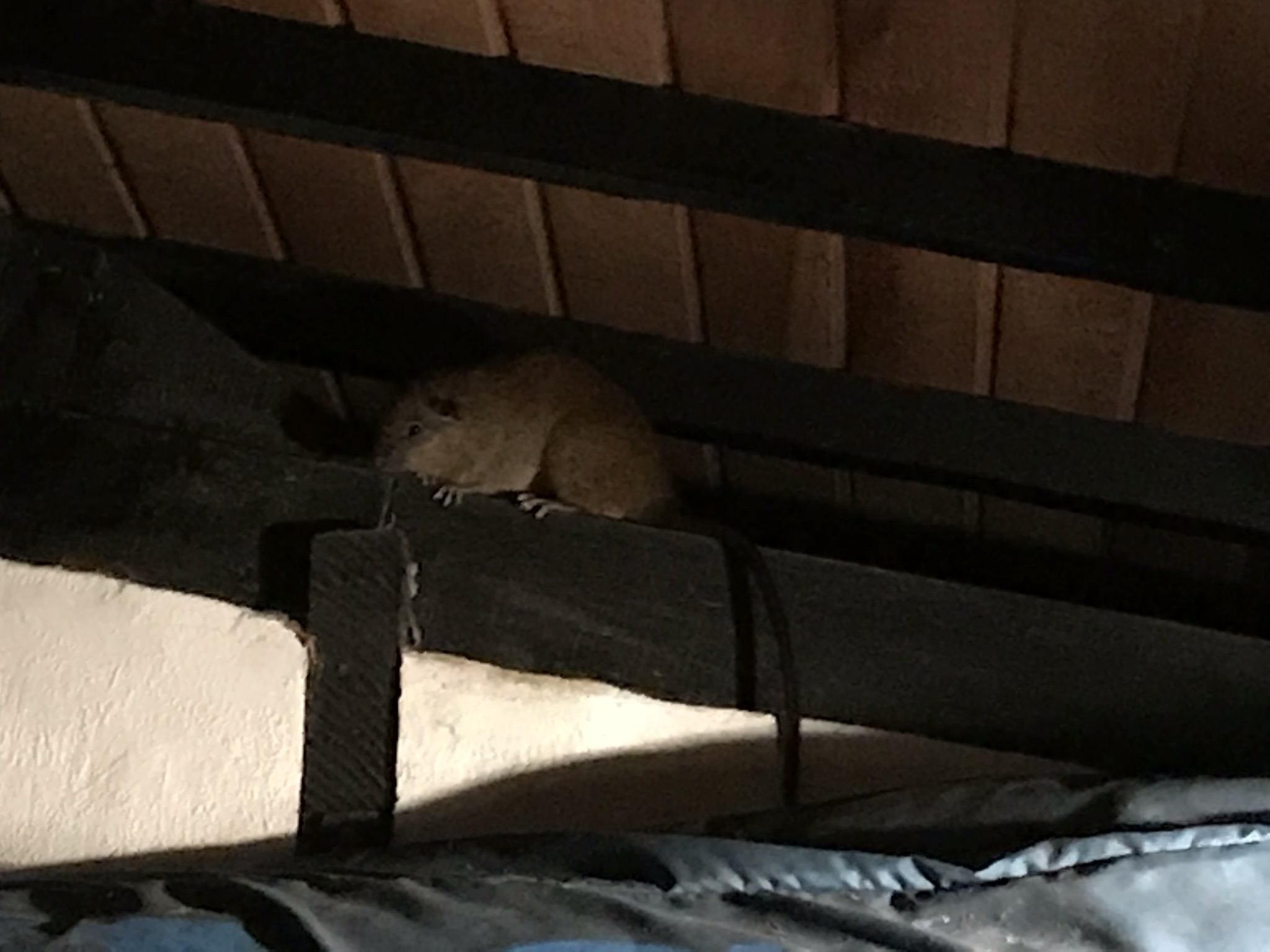
Curuará fotografado no município de Ilhabela, São Paulo

Phyllomys é um gênero de roedor da família Echimyidae.

## Espécies
- Phyllomys blainvillii (Jourdan, 1837)
- Phyllomys brasiliensis Lund, 1840
- Phyllomys dasythrix Hensel, 1872
- Phyllomys kerri (Moojen, 1950)
- Phyllomys lamarum (Thomas, 1916)
- Phyllomys lundi Leite, 2003
- Phyllomys mantiqueirensis Leite, 2003
- Phyllomys medius (Thomas, 1909)
- Phyllomys nigrispinus (Wagner, 1842)
- Phyllomys pattoni Emmons, Leite, Kock & Costa, 2002
- Phyllomys sulinus
- Phyllomys thomasi (Ihering, 1897)
- Phyllomys unicolor (Wagner, 1842)